# Grotte de Balmori
La grotte de Balmori est un site préhistorique situé dans la commune de Llanes, dans les Asturies, en Espagne,. Elle a été classée Bien d'intérêt culturel en 1985 (cote RI-51-0010081).

## Situation
La grotte de Balmori se trouve dans le secteur nord-est du massif de La Llera, à proximité de la grotte d'El Quintanal (es), toutes deux situées près du village de Balmori, dans la commune de Llanes.

## Historique
La grotte a été découverte en 1908 par Hermilio Alcalde del Río (es), qui l'a décrite avec Henri Breuil dans une publication de 1911. Elle a ensuite été fouillée par Ricardo Duque de Estrada en 1915 et 1916, qui détermina une occupation allant du Solutréen à l'Asturien.
Elle abrite des figures d'art pariétal constituées de motifs abstraits répartis en deux groupes, découverts respectivement en 1968 par José Manuel Suárez Diaz Estébanez, et en 1972 par Javier Suárez Fernández et Pedro Fernández Muñiz.

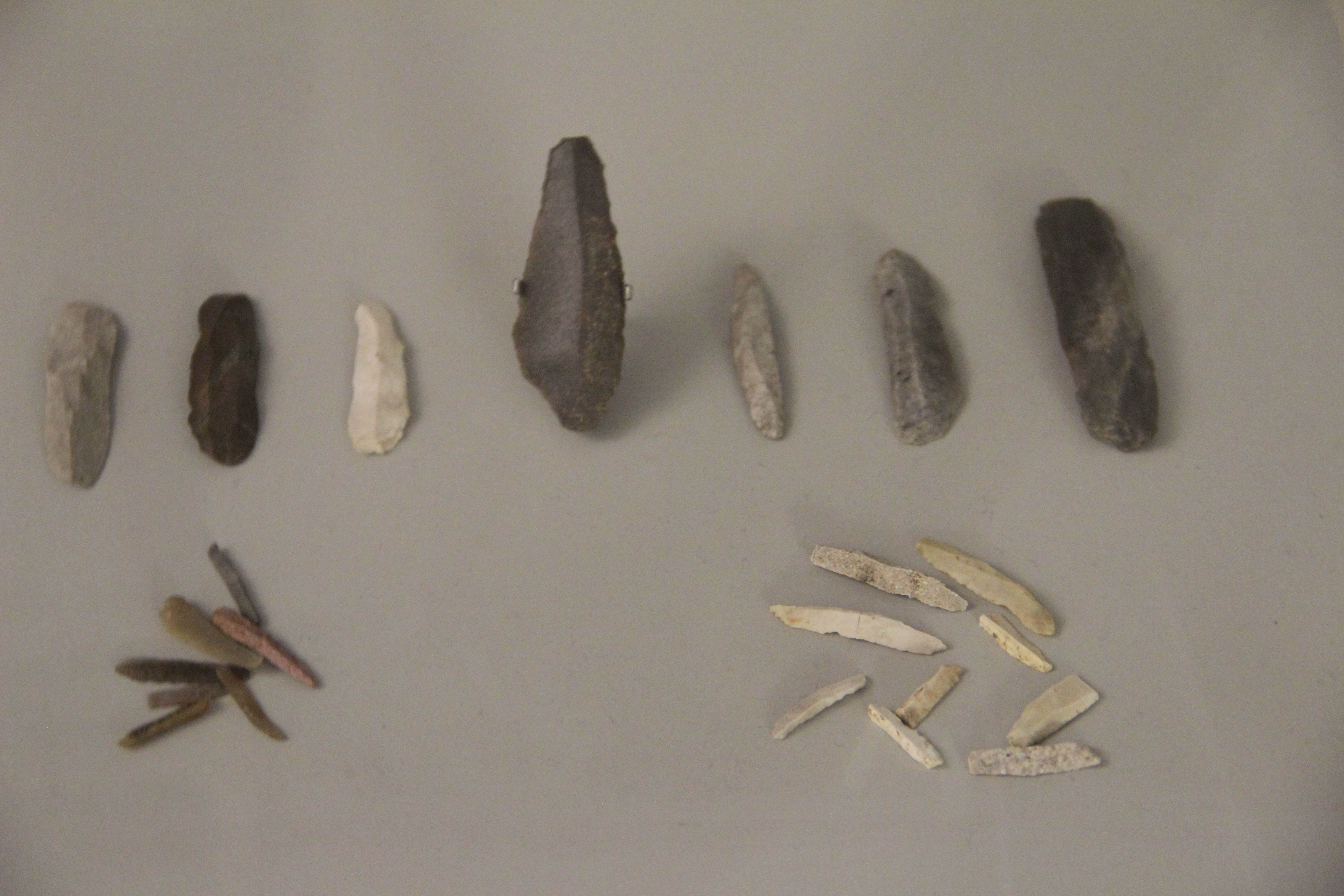
Lames lithiques brutes et retouchées

## Description
Il s'agit d'une cavité d'un développement modeste, avec son entrée orientée vers le sud-est, située à quelques mètres de l'autoroute cantabrique A-8, dont elle est séparée par un mur de béton. La grotte a en fait deux entrées, dont une qui constitue l'accès principal, à droite et à quelques mètres de l'autre.

## Stratigraphie
En 1969, Geoffrey A. Clark a confirmé l'existence de niveaux archéologiques (du haut vers le bas) asturien, azilien, magdalénien supérieur et moyen, solutréen supérieur et aurignacien.

## Vestiges archéologiques
Les fouilles de 1969 ont livré de l'industrie lithique, des restes fossiles de faune et un fragment de mandibule d'enfant daté du Mésolithique. Parmi les outils trouvés dans la grotte, mentionnons des hampes et manches en os et bois de cerf, des lames lithiques brutes et retouchées, des lames à petit dos, etc.. Les vestiges archéologiques sont exposés au Musée archéologique des Asturies (es), à Oviedo.